# Neoglyphidodon

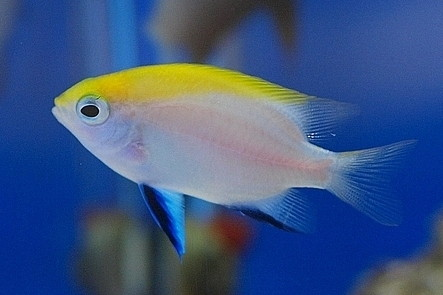
Neoglyphidodon melas

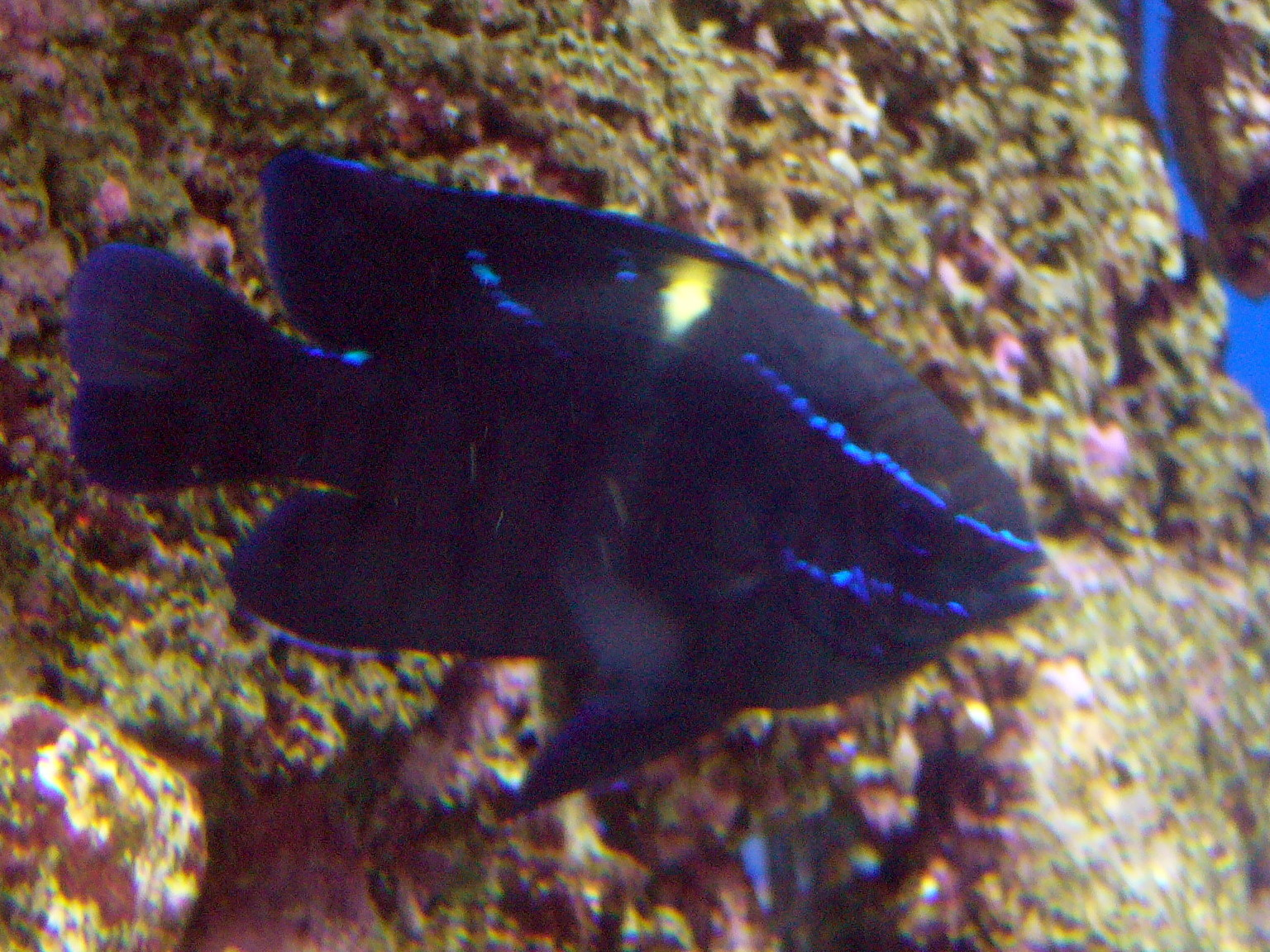
Neoglyphidodon oxyodon

Neoglyphidodon es un género de peces de la familia Pomacentridae, del orden Perciformes.

## Especies
El Registro Mundial de Especies Marinas y FishBase reconocen las siguientes especies en el género:
- Neoglyphidodon bonang (Bleeker, 1852)
- Neoglyphidodon carlsoni (Allen, 1975)
- Neoglyphidodon crossi Allen, 1991
- Neoglyphidodon melas (Cuvier, 1830)
- Neoglyphidodon mitratus Allen & Erdmann, 2012
- Neoglyphidodon nigroris (Cuvier, 1830)
- Neoglyphidodon oxyodon (Bleeker, 1858)
- Neoglyphidodon polyacanthus (Ogilby, 1889)
- Neoglyphidodon thoracotaeniatus (Fowler & Bean, 1928)